# Le grandi storie della fantascienza: 1960
Le grandi storie della fantascienza: 1960 (titolo originale Isaac Asimov Presents the Great SF Stories 22 (1960)) è un'antologia di racconti di fantascienza raccolti e commentati da Isaac Asimov e Martin H. Greenberg. Fa parte della serie Le grandi storie della fantascienza e comprende racconti pubblicati nel 1960.
È stata pubblicata nel 1991 e tradotta in italiano l'anno successivo.

## Racconti
- Mariana (Mariana), di Fritz Leiber
- Il giorno in cui la fabbrica di ghiaccioli chiuse i battenti (The Day the Icicle Work Closed), di Frederik Pohl
- Quello che sposò la figlia di Maxill (The Fellow Who Married the Maxill), di Ward Moore
- Il mio modo di fare (Mine Own Ways), di Richard McKenna
- I miei... omogeneizzati (Make Mine... Homogenized), di Rick Raphael
- La donna che pilotò The Soul (The Lady Who Sailed the "Soul"), di Cordwainer Smith
- Ricordo Babilonia (I Remember Babylon), di Arthur C. Clarke
- Capo (Chief), di Henry Slesar
- Compagno mentale (Mind Partner), di Christopher Anvil
- Il manipolatore (The Handler), di Damon Knight
- Le voci del tempo (The Voices of Time), di James G. Ballard

## Edizioni
- Isaac Asimov Presents The Great SF Stories 22 (1960), DAW Books, 1991.
- Le grandi storie della fantascienza: 1960, Arnoldo Mondadori Editore, 1992, ISBN 88-04-36102-6.